# Mangoky (reka)
Reka Mangoky je 564 kilometrov dolga reka na Madagaskarju v regijah Atsimo-Andrefana in Anosy. Oblikujeta jo Mananantanana in Matsiatra. Drug pomemben pritok je reka Zomandao.
Izvira v Centralnem višavju Madagaskarja vzhodno od mesta Fianarantsoa. Reka običajno teče v zahodni smeri iz visokogorja, prečka južni podaljšek planote Bemaraha, doseže obalno nižino in njeno delto ter vstopi v Mozambiški preliv severno od mesta Morombe.
Večji del Madagaskarja je bil v zadnjih 40 letih podvržen resnemu krčenju gozdov, predvsem zaradi praks požigalništva s strani domorodnih ljudstev. Ta izguba gozda je povzročila izjemno erozijo tal v porečju reke Mangoky, kar dokazujejo številni peščeni nanosi znotraj rečnega korita. Z muljem polno zelenkasto rumeno jezero Ihotry je jasno vidno južno od reke. Med jezerom in obalo je precej veliko, belkasto območje peska, prepredeno z jezerci, polnimi mulja. V južnem delu delte, ki je s svojimi 2000 km²2 največja na Madagaskarju, prevladujejo zaporedne formacije pregradnih otokov in izboklin. Nasprotno pa v severnem, zavarovanem delu delte prevladujejo plimni prehodi in močvirja z mangrovami.

## Most
V avgustu 2023 so se začela dela na mostu čez reko Mangoky na RN 9. To bo najdaljši most na Madagaskarju z 880 m. Gradil ga bo CRBC - China Road and Bridge Corporation. Za gradnjo mostu je Saudi Fund for Development (SFD) namenil finančni paket v višini 20 milijonov ameriških dolarjev ugodnih posojil, ki ga dopolnjujejo prispevki Arabske koordinacijske skupine in vladnih virov Madagaskarja.
Most bo povezal regiji Atsimo-Andrefana in Menabe, ki sta dom nekaterih najpomembnejših kmetijskih in turističnih dobrin v državi. Poleg tega bo skrajšal tudi čas potovanja in izboljšal prometne povezave med tema dvema regijama. Most bo imel tudi ključno vlogo pri izboljšanju preživetja lokalnih kmetov, saj jim bo omogočil hitrejši in lažji prenos pridelkov na trg. Med drugimi glavnimi prednostmi bo podpiral rast turističnega sektorja z izboljšanjem dostopnosti do številnih znamenitosti, ki jih ponujajo te regije.